# Хант, Мартита
Мартита Хант (англ. Martita Hunt; 30 января 1900 или 30 января 1899, Буэнос-Айрес — 13 июня 1969, Лондон) — британская актриса.

## Биография
Мартина Хант родилась в Буэнос-Айресе в семье британцев Альфреда и Марты Хант, где провела свои первые десять лет жизни. После возвращения с родителями в Великобританию, она обучалась в женской гимназии, а также брала уроки актёрского мастерства у прославленной Женевьев Уорд. Свою актёрскую карьеру Хант начала в Ливерпуле в начале 1920-х годов, а после переезда в Лондон продолжила на сценах Вест-Энда. Впервые она появилась там в постановке Театрального общества в пьесе Эрнста Толлера «Разрушители машин» в театре Кингсуэй в мае 1923 года. В конце десятилетия актриса присоединилась к труппе театра Олд Вик, где прославилась своими ролями в шескпировских постановках «Венецианский купец», «Ромео и Джульетта» и «Сон в летнюю ночь».
В начале 1930-х стартовала карьера Хант в британском кино, принесшая ей популярность в более широких массах благодаря множеству ярких второстепенных ролей. Одним из самых запоминающихся образов актрисы стала мисс Хэвишэм в экранизации романа Чарльза Диккенса «Большие надежды» в 1946 году. Сценарий фильма родился из одноимённой театральной постановки с участием Хант и Алека Гиннесса, которую перенёс на экраны Дэвид Лин. Другими известными кинолентами с участием актрисы стали «Анна Каренина» (1948), «Анастасия» (1956), «Трое в лодке, не считая собаки» (1956), «Невесты Дракулы» (1960), «Чудесный мир братьев Гримм» (1962), «Бекет» (1964) и «Непотопляемая Молли Браун» (1964). Все эти годы актриса продолжала активно работать как в кино, так и на театральной сцене, а её бродвейский дебют 1949 года в пьесе «Безумная из Шайо» принёс ей премию «Тони».
Мартита Хант умерла от бронхиальной астмы в своём доме в лондонском районе Хампстед в возрасте 69 лет.

## Награды
- Тони 1949 — «Лучшая актриса в пьесе» («Безумная из Шайо»)